# إرنست فرانكلين غاردنر
إرنست فرانكلين غاردنر هو سياسي كندي، ولد في 5 يناير 1923، وتوفي في 13 مايو 1995. انتخب عضو المجلس التشريعي من ساسكاتشوان.